# Erich Klaus (Ringer)
Erich Klaus (* 21. Mai 1953 in Reilingen) ist ein ehemaliger deutscher Ringer und Vize-Europameister 1981 in Göteborg im griech.-röm. Stil im Leichtgewicht.

## Werdegang
Erich Klaus begann als Schüler beim AV Reilingen mit dem Ringen. Er machte gute Fortschritte und spezialisierte sich auf den griech.-röm. Stil. 1970 belegte er bei der deutschen Jugendmeisterschaft den 2. Platz und wurde ein Jahr später in Kassel deutscher Jugendmeister jeweils in der Klasse bis 65 kg Körpergewicht. Auch bei den Junioren gehörte er zu den besten Ringern in der Bundesrepublik Deutschland und in Europa, wie sein 4. Platz bei der Junioren-Europameisterschaft 1970 in Huskvarna und sein 2. Platz bei der Junioren-Europameisterschaft 1972 in Hvar im Leichtgewicht bezeugen.
Bei den Senioren war er in der BRD bis 1976 hinter Manfred Schöndorfer aus Bad Reichenhall zunächst die Nummer zwei. Ab 1977 war Erich Klaus aber für viele Jahre der beste bundesdeutsche Ringer im griech.-röm. Stil im Leichtgewicht. Er war von 1977 bis 1982 sechsmal in Folge deutscher Meister in dieser Gewichtsklasse. Erich Klaus gehörte während seiner Zeit als aktiver Ringer einer Sportförder-Kompanie der Bundeswehr an.
Auf der internationalen Ringermatte gab er, von seiner Juniorenzeit abgesehen, 1974 seinen Einstand mit einem 2. Platz bei der CISM-Militär-Weltmeisterschaft in Rom. Diese Meisterschaft war von Militärsportlern aus den westlichen Staaten beschickt. Sein nächster Start war erst bei der Weltmeisterschaft 1977 in Göteborg. Erich Klaus konnte dort auf Anhieb überzeugen, gewann vier Kämpfe und besiegte dabei u. a. den sowjetischen Starter Oleg Dawidjan. Eine knappe Punktniederlage in seinem 5. Kampf gegen Nikolai Dimow aus Bulgarien verhinderte den Einzug in die Endrunde. Er belegte aber einen guten 6. Platz.
Auch bei der Europameisterschaft 1978 in Oslo und der Weltmeisterschaft 1978 in Mexiko-Stadt konnte Erich überzeugen. Er belegte bei beiden Veranstaltungen jeweils den 5. Platz. In Mexiko-Stadt besiegte er dabei mit Lars-Erik Skiöld aus Schweden und Károly Gaál aus Ungarn zwei Ringer von Weltgeltung.
1979 gewann Erich Klaus dann bei der Weltmeisterschaft in San Diego mit der Bronzemedaille seine erste Medaille bei den Senioren. Dabei ragte sein Sieg über den Bulgaren Iwan Stajkow hervor.
Unglücklich verlief für ihn das Jahr 1980. Zunächst verletzte er sich bei der Europameisterschaft in Prievidza schon in der 1. Runde im Kampf gegen den Finnen Tapio Sipilä so schwer, dass er aufgeben musste und dann konnte er wegen des Boykotts der Olympischen Spiele in Moskau durch die Bundesregierung nicht an diesen Spielen, dem Traumziel eines jeden Sportlers, teilnehmen.
Erich Klaus konnte sich für diese Enttäuschung bei der Europameisterschaft 1981 in Göteborg etwas schadlos halten, denn er wurde dort Vizeeuropameister im Leichtgewicht. Er gewann dort erneut gegen Iwan Stajkow und auch gegen Tapio Sipilä.
1983 gelang es Erich Klaus im französischen Villeurbanne Militär-Weltmeister im Weltergewicht vor dem starken US-Amerikaner David Butler zu werden. 1984 versuchte er sich für die Olympischen Spiele in Los Angeles zu qualifizieren, kam aber bei der Europameisterschaft in Jönköping nur auf den 11. Platz und wurde für Los Angeles nicht nominiert.
Erich Klaus beendete daraufhin seine internationale Ringerlaufbahn. Er war aber für seinen Heimatverein, den AV Reilingen noch einige Jahre aktiv. Erich Klaus war im Übrigen der erste Ringer von Weltformat beim AV Reilingen. Um ihn herum entwickelte sich im Laufe der Jahre eine hervorragende Mannschaft. Dies gipfelte darin, dass dieser Verein 1982 deutscher Mannschaftsmeister wurde.
Nach seiner Bundeswehrzeit ließ sich Erich Klaus zum Physio-Therapeuten ausbilden und ist heute in Baden-Württemberg ein erfolgreicher Unternehmer in der Sport- und Fitnessbranche.

## Internationale Erfolge
WM = Weltmeisterschaft, EM = Europameisterschaft, GR = griech.-röm. Stil, Le = Leichtgewicht, We = Weltergewicht, damals bis 68 kg bzw. 74 kg Körpergewicht
- 1970, 4. Platz, Junioren-EM in Huskvarna, GR, bis 65 kg Körpergewicht, hinter Andrzej Supron, Polen, Mikko Huhtala, Finnland u. Anatoli Bykow, UdSSR u. vor Anders Pettersson, Schweden u. Nikolai Dimow, Bulgarien;
- 1972, 3. Platz, Turnier in Bari, GR, Le, hinter Iwan Stajkow, Bulgarien u. Gent, Dänemark u. vor Juriel, Jugoslawien;
- 1972, 2. Platz, Junioren-Europameisterschaft, GR, Le, hinter Lars-Erik Skiöld, Schweden u. vor Lothar Fleischmann, DDR, Kis, Jugoslawien, Iwanow, Bulgarien u. Mikko Huhtala;
- 1972, 1. Platz, Turnier in Mülhausen, GR, Le, vor Menaia u. Aurel, bde. Frankreich u. Gian Matteo Ranzi, Italien;
- 1973, 3. Platz, Turnier in Fredsriksvärk/Dänemark, GR, Le, hinter Tage Weirum u. Deiadzio, bde. Dänemark;
- 1974, 2. Platz, „CISM“-Militär-Weltmeisterschaft in Rom, GR, Le, hinter Monno, Italien u. vor Samella, Finnland;
- 1977, 1. Platz, Turnier in Kladovo, GR, Le, vor Kecman, Jugoslawien u. Stojanow, Bulgarien;
- 1977, 6. Platz, WM in Göteborg, GR, Le, mit Siegen über Ignacio del Pino, Spanien, Alizadeh Jafar, Iran, Oleg Dawidjan, UdSSR u. Lionel Lacaze, Frankreich u. einer Niederlage gegen Nikolai Dimow;
- 1978, 5. Platz, EM in Oslo, GR, Le, mit Siegen über Kvalheim, Norwegen u. Tanner, Schweiz u. Niederlagen gegen Nikolai Dimow u. Andrzej Supron;
- 1978, 5. Platz, WM in Mexiko-Stadt, GR, Le, mit Siegen über Reinhard Hartmann, Österreich, Lars-Erik Skiöld u. Károly Gaál, Ungarn u.  Niederlagen gegen Andrzej Supron und Nikolai Dimow;
- 1978, 1. Platz, EG-Meisterschaft in Arnhem, GR, Le, vor Lionel Lacaze, Frankreich u. Domenico Giuffrida, Italien;
- 1979, 7. Platz, EM in Bukarest, GR, Le, mit einem Sieg über Jan Pedersen, Dänemark u. Niederlagen gegen Heinz-Helmut Wehling, DDR u. Alexander Aliew, UdSSR;
- 1979, 3. Platz, WM in San Diego, GR, Le, mit Siegen über Howard Stupp, Kanada, Sölve Halling, Schweden, Ferenc Csaba, Jugoslawien u. Iwan Stajkow u. Niederlagen gegen Károly Gaál, Alexander Aliew u. Andrzej Supron;
- 1980, unpl., EM in Prievidza, GR, Le, Aufgabe wegen Verletzung im ersten Kampf gegen Tapio Sipilä, Finnland;
- 1981, 4. Platz, Großer Preis der BRD in Aschaffenburg, GR, Le, hinter Czeslaw Kowallik, Polen, Istvan Peter, Ungarn u. Anvel Aprikian, UdSSR u. vor Ștefan Rusu, Rumänien u. Tibor Dudas, Ungarn;
- 1981, 4. Platz, Turnier in Västerås, GR, Le, hinter Kazimierz Lipień, Polen, Gerry Svensson, Schweden u. Nikolai Dimow u. vor Károly Gaál u. Lionel Lacaze;
- 1981, 2. Platz, EM in Göteborg, GR, Le, mit Siegen über Domenico Giuffrida, Iwan Stajkow u. Tapio Sipilä u. einer Niederlage gegen Ștefan Rusu;
- 1981, 9. Platz, WM in Oslo, GR, Le, mit einem Sieg über Scott Bliss, USA u. Niederlagen gegen Tapio Sipilä u. Frank Steen, Schweden;
- 1983, 1. Platz, „CISM“-Militär-WM in Villeurbanne, GR, We, vor David Butler, USA, Cenci, Frankreich u. Seyed Mussa Tabatabai, Iran;
- 1984, 11. Platz, EM in Jönköping, GR, Le, nach Niederlagen gegen Sümer Kocak, Türkei u. Ștefan Negrișan, Rumänien

## Deutsche Meisterschaften
- 1974, 2. Platz, GR, Le, hinter Manfred Schöndorfer, Bad Reichenhall u. vor Gerhard Hartmann, Schifferstadt,
- 1975, 2. Platz, GR, Le, hinter Manfred Schöndorfer u. vor Gerhard Hartmann,
- 1976, 2. Platz, GR, Le, hinter Manfred Schöndorfer u. vor Wolfgang Fausel, Aalen,
- 1977, 1. Platz, GR, Le, vor Edwin Schweikert, Reilingen u. Karl Riedl, Traunstein,
- 1978, 1. Platz, GR, Le, vor Josef Kraus, Goldbach u. Bertram Hübner, Triberg,
- 1979, 1. Platz, GR, Le, vor Bertram Hübner u. Robert Haag, Köllerbach,
- 1980, 1. Platz, GR, Le, vor Bertram Hübner u. Wolfgang Vattes, Freiburg im Breisgau,
- 1981, 1. Platz, GR, Le, vor Reiner Brockhoff, Witten u. Klaus Müller, Elgershausen,
- 1982, 1. Platz, GR, Le, vor Wolfgang Laier, Reilingen u. Ralf Entholtzner,
- 1983, 2. Platz, GR, We, hinter Karl-Heinz Helbing, Witten u. vor Raimund Feser, Baienfurt,
- 1984, 3. Platz, GR, Le, hinter Claudio Passarelli, Ludwigshafen am Rhein u. Armin Rachor, Aschaffenburg